# Экспресс-103
Экспресс-103 — спутник связи серии «Экспресс», предназначенный для работы на геостационарной орбите в составе спутниковой группировки ФГУП «Космическая связь» (ГПКС). Орбитальная позиция — 96.5° в. д., резервная позиция — 103° в.д. Спутник оснащен транспондерами диапазонов C, Ku и L. Зона покрытия — вся видимая с точки стояния спутника территория России в C-диапазоне и Ku-диапазоне, также север Индии с прилегающими государствами и Юго-восточная Азия в Ku-диапазоне .
Ввод в эксплуатацию космического аппарата «Экспресс-103» состоялся в марте 2021 года.

## Назначение
Экспресс-103, совместно с Экспресс-80, создан в ИСС имени Решетнева на базе платформы «Экспресс-1000НМ» и предназначен для поддержания орбитальной группировки ФГУП «Космическая связь» в соответствии с планами развития на 2018-2020 годы. Полезная нагрузка — производства Thales Alenia Space Italy.
Спутник Экспресс-103 обеспечит в зоне покрытия оказание услуг цифрового телевещания, широкополосного доступа, услуг связи на морских и воздушных судах, организацию ТВ-перегонов и магистральных каналов связи.

## Запуск
В феврале 2020 года спутники «Экспресс-80» и «Экспресс-103» были доставлены на космодром Байконур и в марте 2020 года должны были быть выведены в одном запуске на ракете-носителе Протон-М с разгонным блоком Бриз-М. Из-за выявленного брака комплектующих ракеты-носителя запуск был отложен на неопределенный срок, ракета-носитель возвращена в ГКНПЦ им. Хруничева. После устранения брака запуск был назначен на 30 июля 2020 года, но из-за необходимости проведения дополнительных проверок перенесен на 31 июля.
31 июля 2020 года в 00:25 по московскому времени с пусковой установки № 39 площадки № 200 космодрома Байконур состоялся пуск РН «Протон-М». Через 587 секунд орбитальный блок в составе разгонного блока «Бриз-М» и спутников «Экспресс-80» и «Экспресс-103» отделился от третьей ступени РН. Дальнейшее выведение аппарата «Экспресс-103» осуществлялось разгонным блоком «Бриз-М» в течение 18 часов 16 минут. Аппарат штатно отделился от разгонного блока и принят на управление заказчиком пуска. Спутник выведен  на суперсинхронную орбиту с апогеем 54 900 км, перигеем 16 669 км, наклонением 0,7° и периодом обращения 23 часа 55 мин 37 с. Довыведение в рабочую точку на геостационарной орбите будет производиться собственными электрореактивными двигателями спутника и займет до 160 суток. Выбор такой схемы выведения обусловлен тем, что возможности «Протон-М» не позволяют осуществить прямое выведение «Экспресс-80» и «Экспресс-103», суммарная масса которых около 4400 кг, на геостационарную орбиту. Для её реализации на  Экспресс-80 и Экспресс-103 впервые в практике ИСС были установлены дополнительные двигатели довыведения, хотя сама процедура ранее уже применялась на Экспресс АМ5 и Экспресс АМ6.

## События
По состоянию на 12 января 2021 года «Экспресс-103» достиг целевой геостационарной орбиты и временно установлен в орбитальную позицию 103о в.д. для проведения лётных испытаний полезной нагрузки.
26 января 2021 года начались лётные испытания полезной нагрузки аппарата.
25 марта 2021 года  «Экспресс-103» введен в коммерческую эксплуатацию в рабочей позиции 96.5о в.д., где он заменил КА «Экспресс-АМ33», работавший в этой позиции с начала 2008 года.

## Полезная нагрузка
Полезная нагрузка «Экспресс-103» включает:
- С-диапазон
  - 16 активных и два резервных линеаризованных транспондера
  - 2 радиомаяка
- Ku-диапазон
  - 20 активных линеаризованных транспондеров
  - радиомаяк
- L-диапазон
  - 1 активный транспондер.

На борту аппарата установлены три зеркальные антенны диаметром 2000 мм. Одна работает как приемо-передающая в C-диапазоне, две как приемо-передающие в Ku-диапазоне. Антенна С-диапазона и одна из антенн Ku-диапазона формируют зону обслуживания, примерно совпадающую с видимой из точки стояния спутника территорией России. Вторая зеркальная антенна Ku-диапазона формирует зону обслуживания на территории северной части Индии с прилегающими государствами и части Юго-восточной Азии. Кроме этого установлены глобальная и зональная антенны L-диапазона, передающая и приемная рупорные антенны С-диапазона и передающая рупорная диапазона Ku.